# Adiantopsis paupercula
Adiantopsis paupercula är en kantbräkenväxtart som först beskrevs av Kze., och fick sitt nu gällande namn av Fée. Adiantopsis paupercula ingår i släktet Adiantopsis och familjen Pteridaceae. Inga underarter finns listade.